# 圣苏珊和沙姆
圣苏珊和沙姆（法語：Sainte-Suzanne-et-Chammes，法語發音：[sɛ̃t syzan e ʃam]）是法国马耶讷省的一个市镇，属于马耶讷区。该市镇于2016年由原市镇圣苏珊和沙姆合并而成。

## 地理
圣苏珊和沙姆（48°5'51"N, 0°21'11"W）面积44.2 平方千米，位于法国卢瓦尔河地区大区马耶讷省，该省份为法国西北部内陆省份，北起芒什省和奧恩省，西接伊勒-维莱讷省，南至曼恩-卢瓦尔省，东临萨尔特省。
与圣苏珊和沙姆接壤的市镇（或旧市镇、城区）包括：武特雷、托尔塞维维耶-昂沙尔尼、圣莱热、埃夫龙、布朗杜埃-圣让。
圣苏珊和沙姆的时区为UTC+01:00、UTC+02:00（夏令时）。

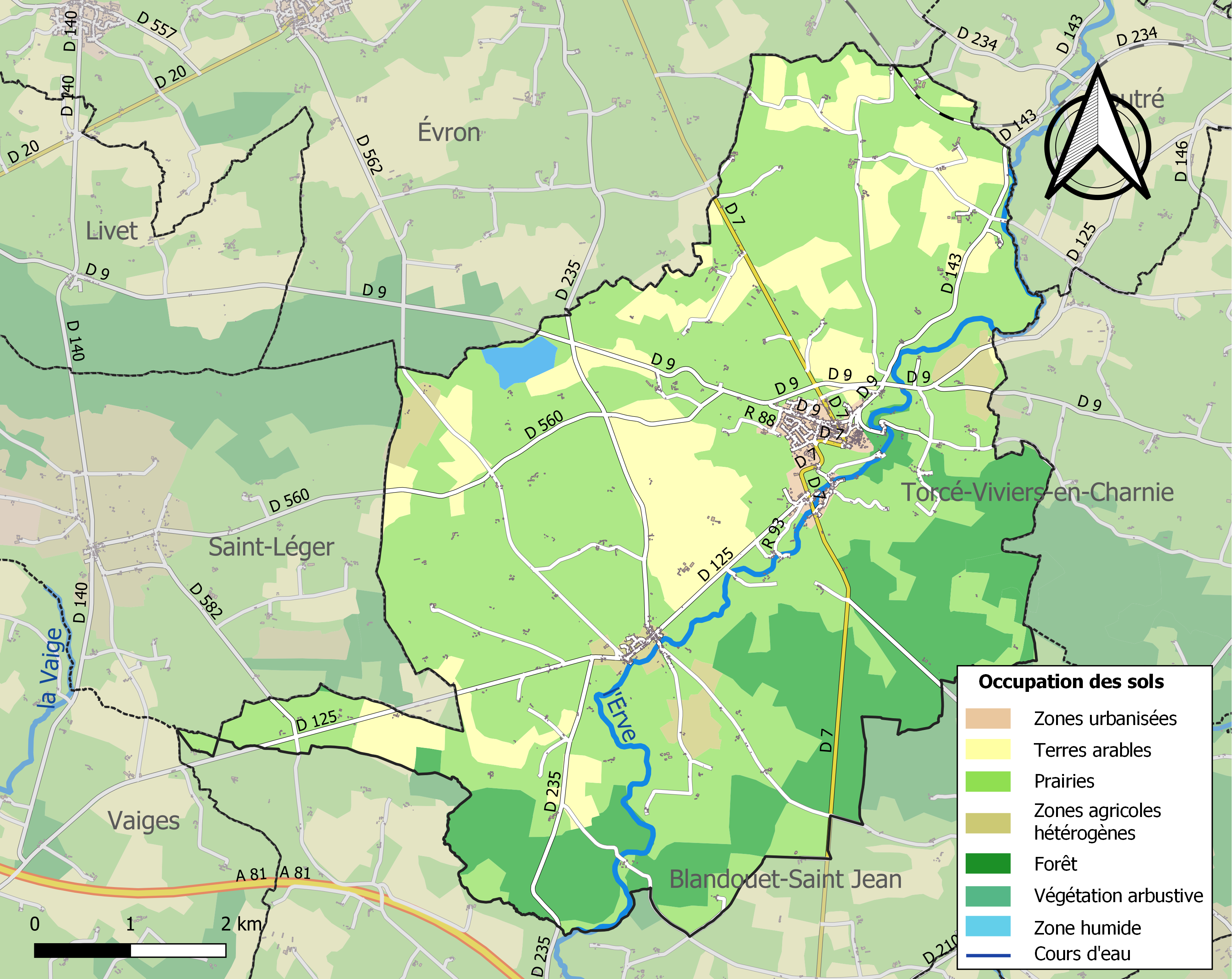
圣苏珊和沙姆的OSM定位图

## 行政
圣苏珊和沙姆的邮政编码为53270，INSEE市镇编码为53255。

## 政治
圣苏珊和沙姆所属的省级选区为梅莱迪迈讷县。

## 人口
圣苏珊和沙姆于2022年1月1日时的人口数量为1197人。